# 11. juli
11. juli er dag 192 i året i den gregorianske kalender (dag 193 i skudår). Der er 173 dage tilbage af året.
- Dagens navn er Josva.
- FN's internationale Verdens befolkningsdag
- Mindedag for Olga af Kijev
- Sankt Keld af Viborg blev saligkåret 11. juli 1189.
- Fra 2025 mindedag for Srebrenica-massakren.[1]

### Begivenheder
Født - Dødsfald
- 1346 - Karl 4. bliver valgt til romersk konge (titlen for en kejser af det tysk-romerske rige, før han bliver kronet af paven).
- 1776 - Den britiske opdagelsesrejsende James Cook indleder sin sidste store rejse, som finder sin bratte afslutning, da han dræbes af indfødte på Hawaii 14. februar 1779.
- 1897 - Svenskeren Salomon August Andrée forlader Spitsbergen i ballon med Nordpolen som mål.
- 1897 - Ved Gentofte-ulykken kolliderer et eksprestog med et standset passagertog.
- 1906 - Helsingør-Hornbæk-Gilleleje Banen indvier strækningen Hornbæk - Gilleleje
- 1921 - Mongoliet løsriver sig fra Kina og bliver en selvstændig stat.
- 1971 - Kobberminerne i Chile nationaliseres.
- 1982 - Italien vinder VM i fodbold i Spanien ved i finalen at besejre Vesttyskland med 3-1.
- 1995 - Der etableres fuld diplomatisk samarbejde mellem Vietnam og USA.
- 1995   - Srebrenica-massakren, hvor tusindvis af muslimske mænd og drenge i Bosnien myrdes af den bosnisk-serbiske hær under ledelse af Ratko Mladić, indledes.
- 1997 - Bill Clinton besøger, som den første siddende amerikanske præsident, Danmark.
- 2004 - Skonnerten Martha forliser mellem Grenaa og Anholt. To besætningsmedlemmer omkommer.
- 2006 - 8 eksplosioner i et terrorangreb rammer Indiens kommercielle hovedstad Mumbai, hvor mere end 200 mennesker dræbes og flere hundrede kvæstes.
- 2010 - Spanien vinder 1-0 over Holland i VM-finalen i Sydafrika.
- 2010 - Under VM-finalen rammes Kampala i Uganda af to terrorbomber, en eksploderer på en restaurant, og en på en klub, mens gæsterne ser finalen på tv. Omkring 76 personer meldes dræbt og cirka 65 såret. Det er det eneste land, der oplever terror under VM-slutrunden på det afrikanske kontinent.

### Født
- 1657 - Frederik 1., preussisk konge (død 1713).
- 1767 - John Quincy Adams, amerikansk præsident (død 1848).
- 1820 - Friedrich Spiegel, tysk orientalist (død 1906)
- 1899 - E. B. White, amerikansk forfatter og digter (død 1985).
- 1916 - Gough Whitlam, australsk premierminister (død 2014).
- 1919 - Hans Sølvhøj, dansk generaldirektør for DR, politiker, minister og hofmarskal (død 1989).
- 1920 - Yul Brynner, russisk-amerikansk skuespiller (død 1985).
- 1927 - Herbert Blomstedt, svensk dirigent.
- 1929 - Anne Wolden-Ræthinge, dansk journalist ("Ninka") (død 2016).
- 1930 - Harold Bloom, amerikansk litteraturkritiker (død 2019).
- 1934 - Giorgio Armani, italiensk modedesigner.
- 1935 - Virtus Schade, dansk forfatter og journalist (død 1995).
- 1949 - Ingrid Newkirk, britiskfødt dyreretsaktivist.
- 1950 - Peter Blume, dansk juraprofessor.
- 1951 - Bertill Nordahl, dansk forfatter.
- 1955 - Søren Sætter-Lassen, dansk skuespiller.
- 1958 - Hugo Sánchez, mexicansk fodboldspiller.
- 1958 - Hank Shermann, dansk heavymetal guitarist.
- 1959 - Suzanne Vega, amerikansk sanger.
- 1959 - Richie Sambora, amerikansk guitarist i bandet Bon Jovi
- 1964 - Jimmy Jørgensen, dansk sanger og skuespiller.
- 1967 - Felicia Feldt, svensk manuskriptforfatter og forfatter.
- 1970 - Frederik Fetterlein, dansk tennisspiller.
- 1975 - Lil' Kim, amerikansk sanger.
- 1976 - Christina Scherwin, dansk atletikudøver.
- 1978 - Mattias Gustafsson, svensk håndboldspiller.
- 1990 - Caroline Wozniacki, dansk tennisspiller.

### Dødsfald
- 969 - Olga af Kijev, russisk fyrstinde (født 881)
- 1581 - Peder Skram, dansk admiral (født 1503).
- 1763 - Pehr Forsskål, finsk opdagelsesrejsende (født 1732).
- 1899 - Ernesto Dalgas, dansk forfatter og filosof (født 1871).
- 1921 - Sigurd Berg, dansk politiker og minister (født 1868).
- 1933 - Ove Rode, dansk redaktør, politiker og minister (født 1867).
- 1937 - George Gershwin, amerikansk komponist (født 1898).
- 1974 - Pär Lagerkvist, svensk forfatter og modtager af Nobelprisen i litteratur (født 1891).
- 1979 - Else Højgaard, dansk skuespiller (født 1906).
- 1989 - Laurence Olivier, engelsk skuespiller (født 1907).
- 1992 – Agnete Bræstrup, dansk læge (født 1992).
- 2010 - Rudi Strittich, østrigsk fodboldtræner (født 1922).
- 2011 - Norbert Tadeusz, Maler (født 1940).
- 2015 - Satoru Iwata, den fjerde præsident for Nintendo (født 1959).
- 2023 - Milan Kundera, tjekkisk forfatter (født 1929)

|  | Denne datoartikel kan blive bedre, hvis der indsættes et (bedre) billede Du kan hjælpe ved at afsøge Wikimedia Commons for et passende billede eller uploade et godt billede til Wikimedia Commons iht. de tilladte licenser og indsætte det i artiklen. |